# Отестово
Отестово — деревня Большесельского района Ярославской области, входит в состав Большесельского сельского поселения.

## География
Расположено в 16 км на юго-запад от райцентра Большого Села. В 2 км к востоку от деревни расположено урочище Васильевское.

## История
В селе Васильевском, что в Юхте, близ деревни в 1785 году была построена двухэтажная каменная церковь во имя св. Василия Великого с каменною колокольнею на средства прихожан. В верхней церкви был престол во имя св. Василия Великого, в нижней - престол во имя св. Николая чудотворца. 
В конце XIX — начале XX деревня Отестово входила в состав Никольской волости Угличского уезда Ярославской губернии. 
С 1929 года деревня входила в состав Ботвинского сельсовета Большесельского района, с 1954 года — в составе Новосельского сельсовета, с 2005 года — в составе Большесельского сельского поселения.

## Население
| 1859 | 2007 | 2010 |
| ---- | ---- | ---- |
| 105  | ↘8   | ↘2   |

## Достопримечательности
В урочище Васильевском близ деревни расположена недействующая Церковь Василия Великого (17857).